# Тычинино (станция, Смоленская область)
Тычинино — станция в Смоленском районе Смоленской области России. Входит в состав Пригорского сельского поселения. 
Расположена в западной части области в 9 км к юго-востоку от Смоленска, в 6 км восточнее автодороги А141 Орёл — Витебск, на берегу реки Нагать. 

## История
В годы Великой Отечественной войны станция была оккупирована гитлеровскими войсками в июле 1941 года, освобождена в сентябре 1943 года. 

## Транспорт
В населённом пункте находится одноимённая железнодорожная станция на линии Колодня — Рославль, открытая в 1868 году.